# نجم الطاقة المظلمة

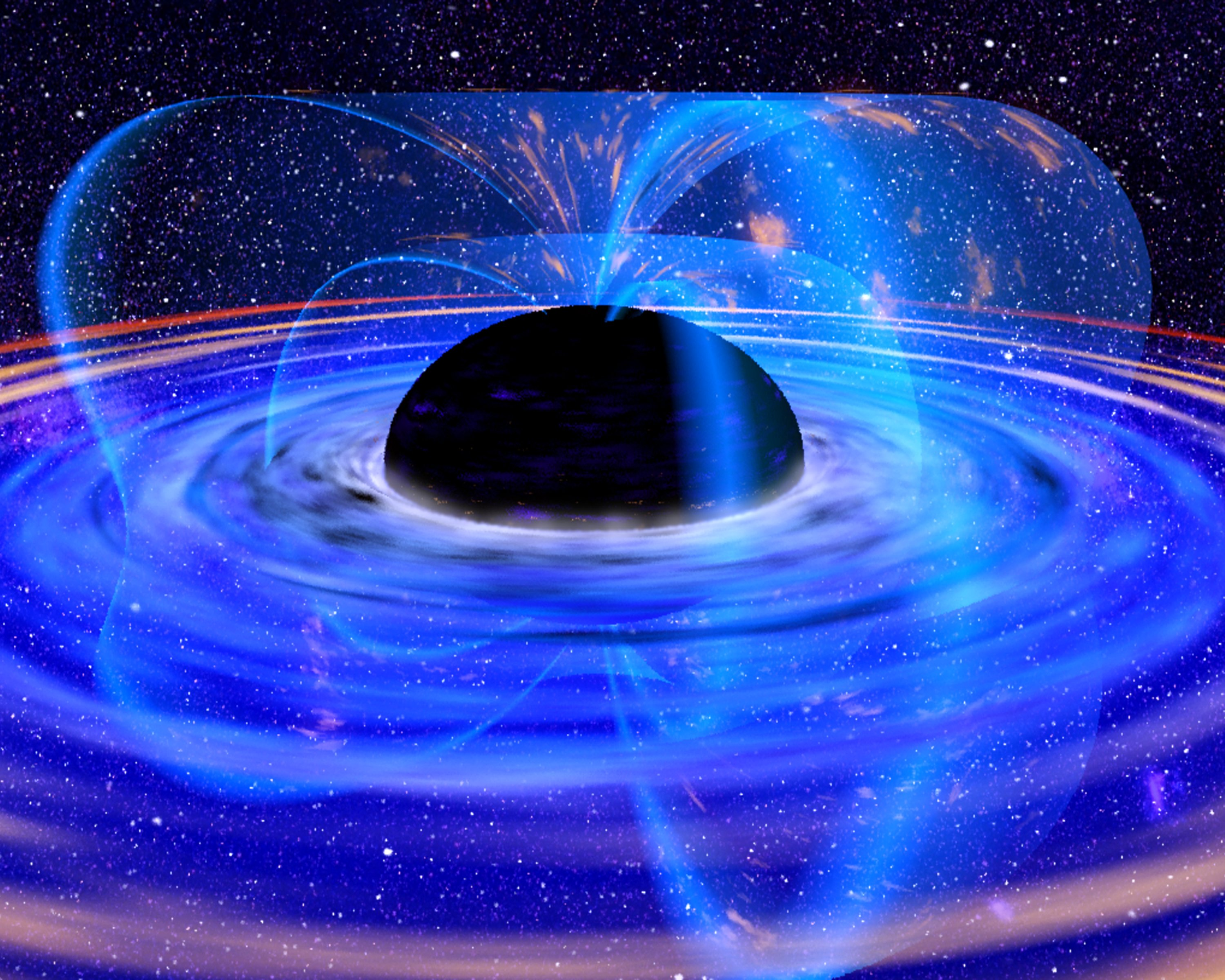

نجم الطاقة المظلمة هو ما اتفق افتراضيًا بأنه مادة ذات طبيعة فيزيائية فلكية.
تعتقد أقلية من علماء الفيزياء أنه قد يرشح كتفسيراً بديلاً لبعض الملاحظات التي شوهدت داخل الثقوب السوداء الكونية.
اقترح هذا المفهوم من قبل الفيزيائي جورج شابلن. تنص النظرية على أن المادة الساقطة يتم تحويلها إلى طاقة فراغية أو طاقة مظلمة، أثناء سقوط المادة خلال أفق الحدث.في النهاية، سيحمل الفراغ الموجود في أفق الحدث قيمة كبيرة من الثابت الكوني وقيمة ضغط سالبة لأن استهلاكه
يكون ضد الجاذبية. بالتالي لن يحصل تدمير للمعلومات في التفرد الجذبوي (التفرد الثقالي).

## النظرية
في مارس 2005، ادعى الفيزيائي جورج شابلن أن ميكانيكا الكم تجعل «من شبه المؤكد» أن الثقوب السوداء غير موجودة لكن نجوم الطاقة المظلمة. نجم الطاقة المظلمة هو مفهوم مختلف عن مفهوم غرافاستار gravastar.
تم اقتراح نجوم الطاقة المظلمة لأول مرة لانه في ميكانيكا الكم، يتوجب وجود الوقت المطلق؛ لكن في النسبية العامة، الجسم الساقط باتجاه ثقب أسود سيظهر ل مراقب من الخارج أنه سيتجاوز اللانهائبة في أفق الحدث. بالتالي سيظهر للجسم بأن الوقت يمشي طبيعيا.
في فرضية المادة المظلمة، المادة الساقطة المقتربة من أفق الحدث تضمحل على التوالي لجزيئات أخف وزنا. بالقرب من أفق الحدث التأثيرات البيئية تعمل على تسارع اضمحلال البروتون. وهذا يفسر مصادر الأشعة الكونية عالية الطاقة ومصادر البوزيترون في السماء. عندما تسقط المادة في أفق الحدث، الطاقة التي تعادل بعض المادة أو جزء منها يتحول لطاقة مظلمة.
علاوة على ذلك، يمكن أن تتشكل نجوم الطاقة المظلمة «البدائية» عن طريق تقلبات في الزمكان نفسه، وهو ما يشبه «القطرات الناتجة من التكثيف السائل من تلقاء نفسه في غاز التبريد». هذا لا يغير فقط من فهم الثقوب السوداء، ولكن يمكنه الشرح أكثر عن الطاقة المظلمة والمادة المظلمة التي يتم رصدها بشكل غير مباشر.

## وصلات خارجية
- MPIE المجرة مركز البحوث